# رادوسواو زوروتنیک
رادوسواو زوروتنیک (انگلیسی: Radosław Zawrotniak؛ زادهٔ ۲ سپتامبر ۱۹۸۱) شمشیرباز اهل لهستان است.